# Funzione beta di Eulero

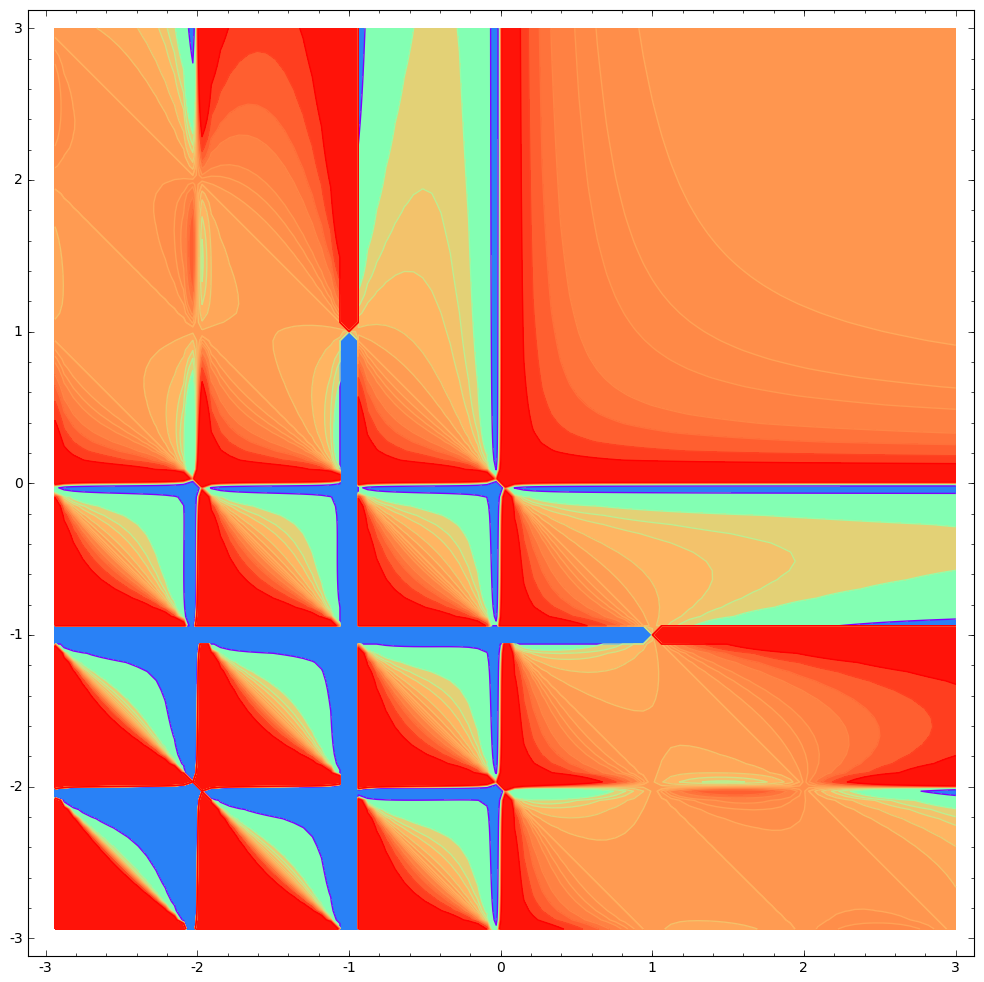
Grafico delle curve di livello della funzione beta

La funzione beta di Eulero, detta anche integrale di Eulero del primo tipo, è data dall'integrale definito:
{\displaystyle \beta (x,y)=\int _{0}^{1}t^{x-1}(1-t)^{y-1}\,dt,}
dove sia {\displaystyle x} che {\displaystyle y} hanno parte reale positiva e non nulla (in caso contrario, l'integrale divergerebbe). Questa funzione fu studiata per primo da Eulero e da Legendre, ma fu Jacques Binet a battezzarla con il suo nome attuale.

## Caratteristiche
È una funzione simmetrica, cioè il suo valore non cambia scambiando {\displaystyle x} e {\displaystyle y}:
{\displaystyle \beta (x,y)=\beta (y,x).}
Inoltre valgono anche le due seguenti identità:
{\displaystyle \beta (1,1)=1;}
{\displaystyle \beta \left({\frac {1}{2}},{\frac {1}{2}}\right)=\pi .}
La funzione beta si può scrivere in molti modi, di cui i più comuni sono i seguenti:
{\displaystyle \beta (x,y)={\dfrac {\Gamma (x)\Gamma (y)}{\Gamma (x+y)}};}
{\displaystyle \beta (x,y)=2\int _{0}^{\pi /2}\sin ^{2x-1}\theta \cos ^{2y-1}\theta \,d\theta ,\qquad \Re (x)>0,\,\Re (y)>0;}
{\displaystyle \beta (x,y)=\int _{0}^{+\infty }{\frac {t^{x-1}}{(1+t)^{x+y}}}\,dt,\qquad \Re (x)>0,\,\Re (y)>0;}
{\displaystyle \beta (x,y)={\frac {1}{y}}\sum _{n=0}^{+\infty }(-1)^{n}{\dfrac {(y)_{n+1}}{n!(x+n)}};}
dove {\displaystyle \Gamma (x)} è la funzione Gamma e {\displaystyle (x)_{n}} è il fattoriale discendente, cioè {\displaystyle x(x-1)(x-2)\cdots (x-n+1)}. In particolare, combinando la prima e la seconda forma si dimostra che {\displaystyle \Gamma (1/2)={\sqrt {\pi }}}.
Così come la funzione gamma descrive i fattoriali dei numeri interi, cioè se l'argomento è un numero intero {\displaystyle n} il suo risultato è il fattoriale di {\displaystyle n-1}, la funzione beta (con un piccolo aggiustamento degli indici) descrive i coefficienti binomiali; più precisamente è
{\displaystyle {\binom {n}{k}}={\frac {1}{(n+1)\operatorname {B} (n-k+1,k+1)}}.}
La funzione beta è stato il primo modello di matrice S nella teoria delle stringhe, congetturato per la prima volta da Gabriele Veneziano.

## Relazioni fra la funzione gamma e la funzione beta
Per ricavare la forma integrale della funzione beta, si può scrivere il prodotto di due fattoriali come:
{\displaystyle \Gamma (x)\Gamma (y)=\int _{0}^{+\infty }e^{-u}u^{x-1}\mathrm {d} u\int _{0}^{+\infty }e^{-v}v^{y-1}\mathrm {d} v.}
Ora poniamo {\displaystyle u\equiv a^{2}}, {\displaystyle v\equiv b^{2}} in modo che:
{\displaystyle {\begin{aligned}\Gamma (x)\Gamma (y)&=4\int _{0}^{+\infty }e^{-a^{2}}a^{2x-1}\mathrm {d} a\int _{0}^{+\infty }e^{-b^{2}}b^{2y-1}\mathrm {d} b\\&=\int _{-\infty }^{+\infty }\int _{-\infty }^{+\infty }e^{-(a^{2}+b^{2})}|a|^{2x-1}|b|^{2y-1}\,\mathrm {d} a\,\mathrm {d} b.\end{aligned}}}
Trasformiamo in coordinate polari con {\displaystyle a=r\cos \theta }, {\displaystyle b=r\sin \theta }:
{\displaystyle {\begin{aligned}\Gamma (x)\Gamma (y)&=\int _{0}^{2\pi }\ \int _{0}^{+\infty }e^{-r^{2}}|r\cos \theta |^{2x-1}|r\sin \theta |^{2y-1}r\,\mathrm {d} r\,\mathrm {d} \theta =\\&=\int _{0}^{+\infty }\ e^{-r^{2}}r^{2x+2y-2}r\,\mathrm {d} r\int _{0}^{2\pi }|\cos ^{2x-1}\theta \sin ^{2y-1}\theta |\,\mathrm {d} \theta =\\&={\frac {1}{2}}\int _{0}^{+\infty }e^{-r^{2}}r^{2(x+y-1)}\,\mathrm {d} (r^{2})\,\cdot 4\int _{0}^{\pi /2}\ \cos ^{2x-1}\theta \sin ^{2y-1}\theta \,\mathrm {d} \theta =\\&=2\Gamma (x+y)\int _{0}^{\pi /2}\cos ^{2x-1}\theta \sin ^{2y-1}\theta \,\mathrm {d} \theta =\\&=\Gamma (x+y)\beta (x,y).\end{aligned}}}
e quindi riscriviamo gli argomenti nella forma solita della funzione beta:
{\displaystyle \beta (x,y)={\frac {\Gamma (x)\Gamma (y)}{\Gamma (x+y)}}.}

## Derivata
La derivata della funzione beta può essere scritta sfruttando, di nuovo, la funzione gamma:
{\displaystyle {\partial  \over \partial x}\beta (x,y)=\beta (x,y)\left({\Gamma '(x) \over \Gamma (x)}-{\Gamma '(x+y) \over \Gamma (x+y)}\right)=\beta (x,y)(\psi (x)-\psi (x+y)),}
dove {\displaystyle \psi (x)} è la funzione digamma.

## Integrali
L'integrale di Nörlund-Rice è un integrale di circuitazione che coinvolge la funzione beta.

## Funzione beta incompleta
La funzione beta incompleta è una generalizzazione della funzione beta che sostituisce l'integrale definito della funzione beta con un integrale indefinito. È una generalizzazione del tutto analoga a quella della funzione gamma (la funzione gamma incompleta).
La funzione beta incompleta è definita come:
{\displaystyle \beta (x;a,b)=\int _{0}^{x}t^{a-1}(1-t)^{b-1}\,\mathrm {d} t.}
Per {\displaystyle x=1}, la funzione beta incompleta ridiventa la normale funzione beta.
La funzione beta incompleta regolarizzata (o più brevemente funzione beta regolarizzata) è definita in termini di entrambe le due:
{\displaystyle I_{x}(a,b)={\dfrac {\beta (x;a,b)}{\beta (a,b)}}.}
Calcolando l'integrale per valori interi di {\displaystyle a} e {\displaystyle b}, si ottiene:
{\displaystyle I_{x}(a,b)=\sum _{j=a}^{a+b-1}{(a+b-1)! \over j!(a+b-1-j)!}x^{j}(1-x)^{a+b-1-j}.}
Valgono le seguenti identità:
{\displaystyle I_{0}(a,b)=0;}
{\displaystyle I_{1}(a,b)=1;}
{\displaystyle I_{x}(a,b)=1-I_{1-x}(b,a).}